# 25-ös főút
25-ös főút (ungarisch für ‚Hauptstraße 25‘) ist eine ungarische Hauptstraße, die die Landesstraße 26 mit der Landesstraße 3 verbindet.

## Verlauf
Die Straße beginnt in Bánréve an der slowakischen Grenze, wo die ungarische Landesstraße 26 in die slowakische Landesstraße 67 übergeht.
Die Straße verläuft von Norden nach Süden zwischen Mátra und Bükk. Sie verbindet auch die Städte Ózd und Eger.
Die Gesamtlänge der Straße beträgt 82 Kilometer.